# 1996 في أوغندا
فيما يلي قوائم الأحداث التي وقعت خلال عام 1996 في أوغندا.

## رياضة
- 1 يناير – دوري السوبر الأوغندي 1996 الفائز نادي إكسبريس.

## مواليد

### يناير
- 15 يناير – ألان كيامبادي لاعب كرة قدم أوغندي.

### سبتمبر
- 10 سبتمبر – جوشوا تيباتيموا سبّاح أوغندي.

## وفيات

### يونيو
- 3 يونيو – تيتو أوكيلو (مواليد 1914) سياسي أوغندي.